# Quint Cornifici
Quint Cornifici (en llatí: Quintus Cornificius) va ser un cavaller romà. Formava part de la gens Cornifícia, d'origen plebeu.
Va ser un dels jutges en el judici de Verres l'any 70 aC, i tribú de la plebs l'any següent, el 69 aC. Probablement va ser pretor el 66 aC i era un dels competidors de Ciceró pel consolat el 64 aC. Encara que va fracassar no va ser enemic de Ciceró al que va ajudar en la repressió de la conspiració de Catilina, i gràcies a ell es va detenir Gai Corneli Cetege. L'any 62 aC va denunciar al senat romà la violació per Publi Clodi dels misteris de la Bona Dea. Va morir probablement no gaire després.